# Cavaria con Premezzo

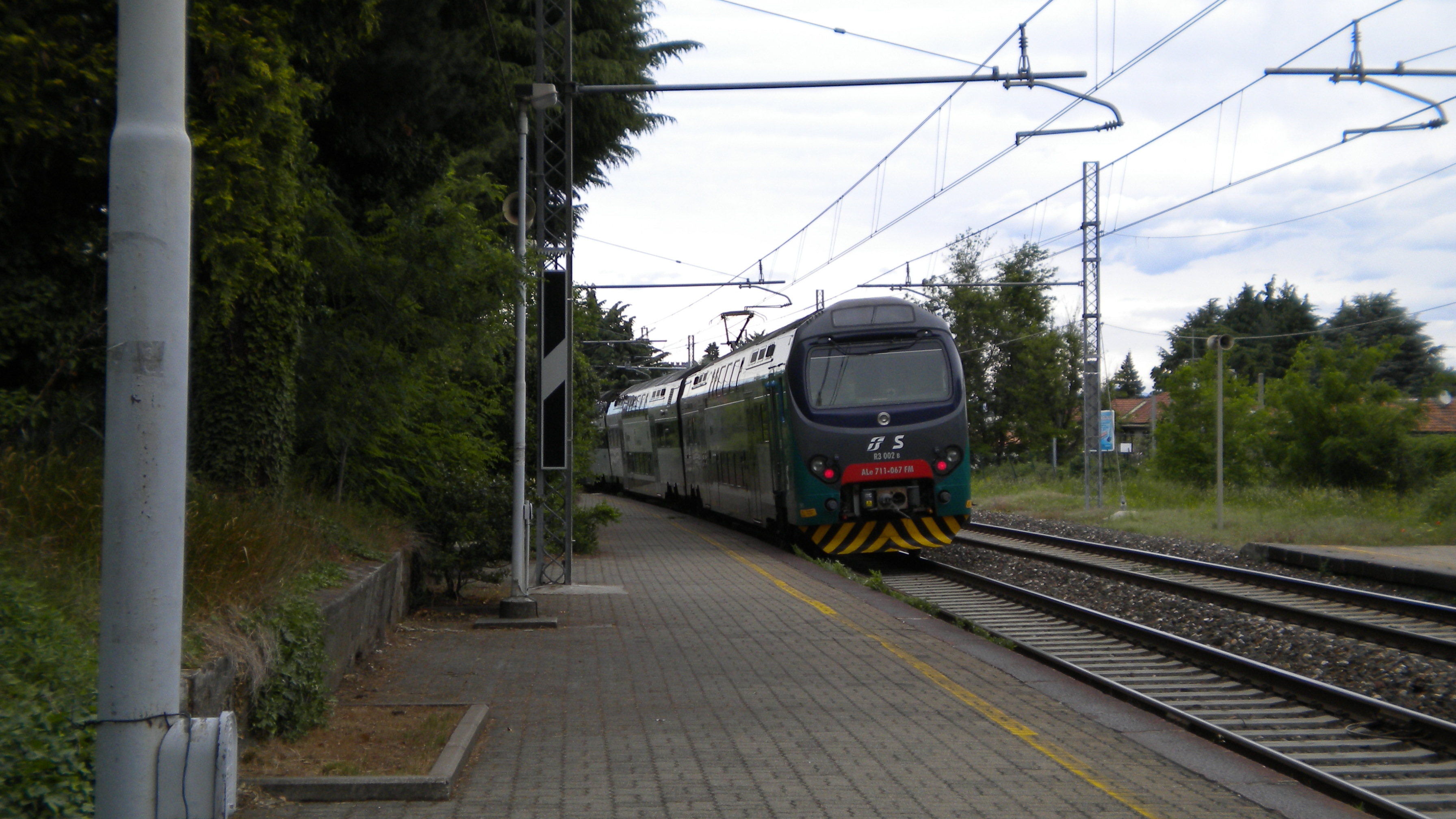
Bahnhof

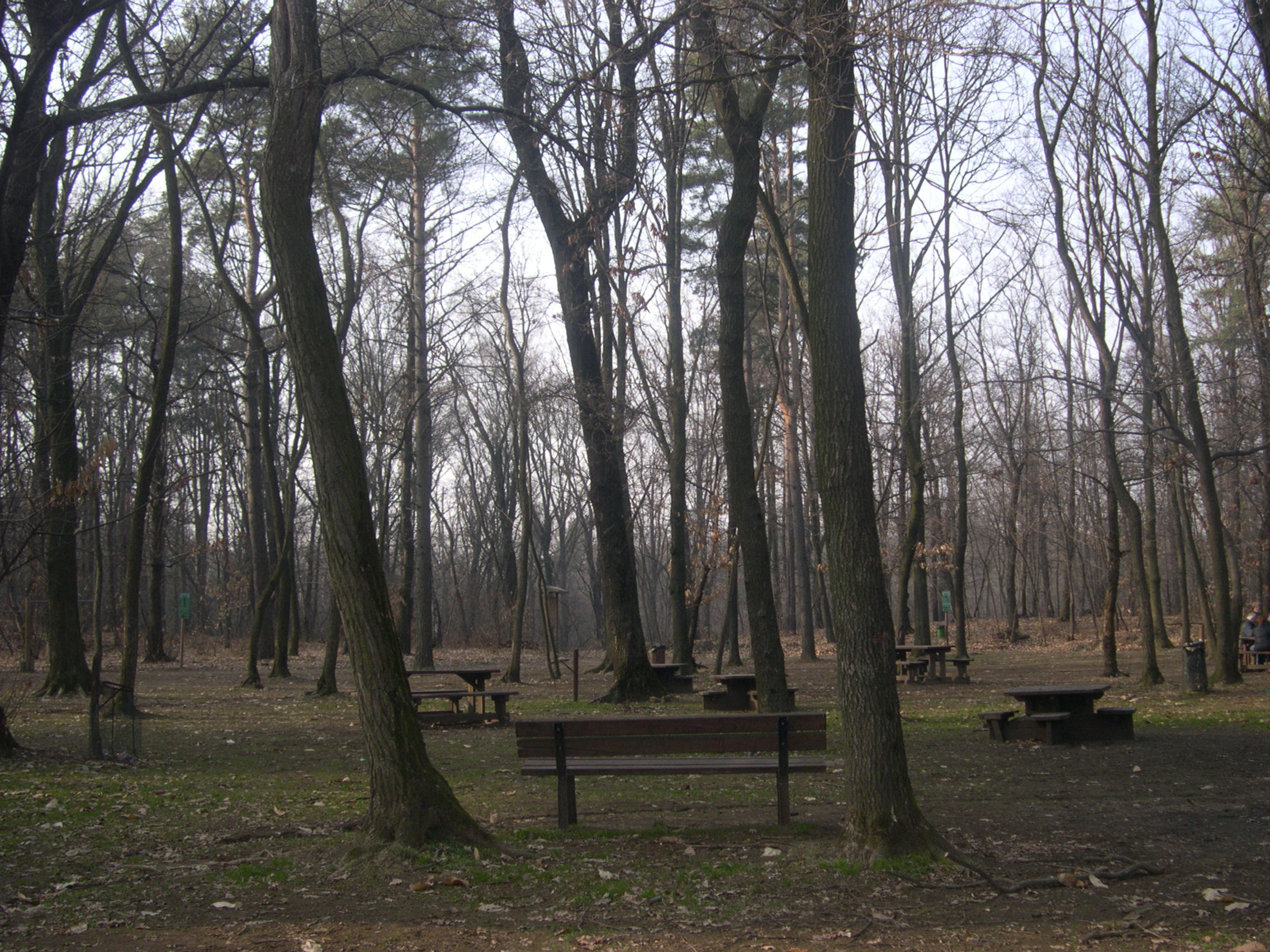
La Valle del Boia (Henkerstal)

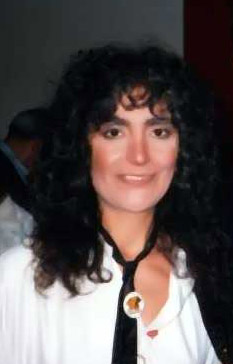
Mia Martini 1986

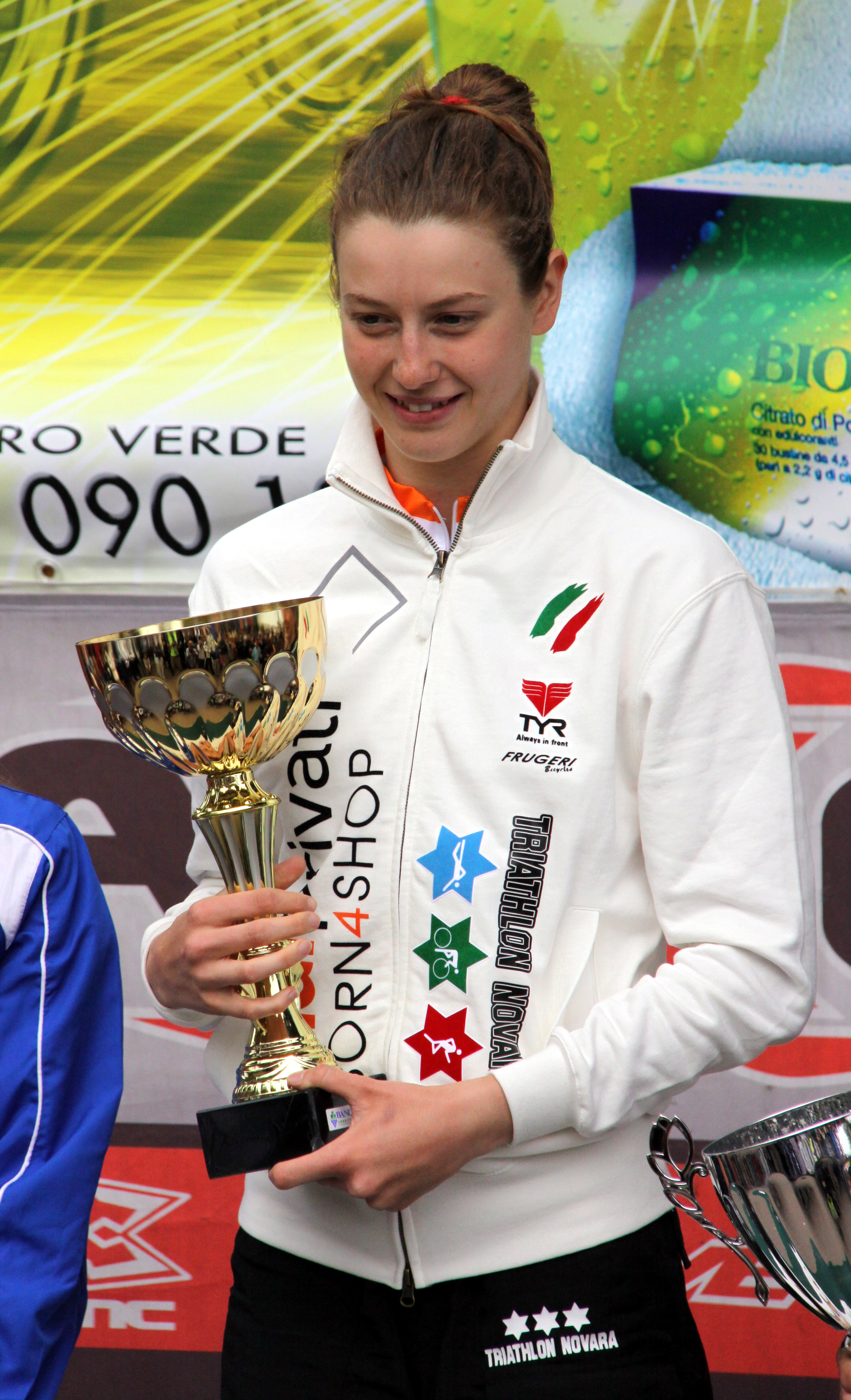
Alice Betto

Cavaria con Premezzo ist eine italienische Gemeinde (comune) in der Provinz Varese in der Region Lombardei.

## Geographie
Die Gemeinde liegt etwa 13 Kilometer südsüdwestlich von Varese und bedeckt eine Fläche von 3,23 km². Zu Cavaria con Premezzo gehören die zwei Fraktionen Cavaria und Premezzo. Die Nachbargemeinden sind Besnate, Cassano Magnago, Gallarate, Jerago con Orago und Oggiona con Santo Stefano.

## Geschichte
In den Statuten der Straßen und Gewässer des Contado di Milano von 1346 erscheint El locho da Premezo unter den Orten der Pfarrei Gallarate, die zur Instandhaltung der Rho-Straße beitrugen. In den Registern des Estimo des Herzogtums Mailand von 1558 und den nachfolgenden Aktualisierungen im 17. Jahrhundert war Premezzo unter den Gemeinden, die in der Pfarrei Gallarate erfasst wurden. Im 17. Jahrhundert wird in dem Bericht von Ambrosio Oppizzone über die Landvermessung des Staates Mailand die Gemeinde Permetio unter den Gemeinden von Gallarate erwähnt, die die Salzabgabe entrichtet haben.
Nach den Antworten auf 45 Fragen, die der Zweite Rat der Volkszählung im Jahr 1751 beantwortete, hatte das Gebiet von Premezzo, das zwischen einer großen Gemeinde und einer kleinen Gemeinde aufgeteilt war, kein Lehen und keine Abgaben zu entrichten. Die Gerichtsbarkeit wurde dem königlichen Richter, dem Vikar von Seprio, übertragen, der im Dorf Gallarate residierte. In der Tat gab es in Premezzo weder einen königlichen noch einen feudalen Richter. Der Konsul leistete seinen gewöhnlichen Eid im Büro des Pfarrers, ohne eine Vergütung zu zahlen.
Der Großgemeinde Premezzo unterstand eine weitere kleine Gemeinde mit etwa 49 Seelen, die ihren Anteil an Salz hatte. Die größere Gemeinde hat darum gebeten, allein und völlig getrennt von der kleineren Gemeinde zu leben.
In Premezzo gab es keinen allgemeinen Rat, außer in der Zeit der Aufteilung. Bei dieser Gelegenheit wurde der Rat auf dem öffentlichen Platz abgehalten. Die etwa 95 Seelen zählende Gemeinde, mit und ohne Abgaben, hatte keine Beamten, keine Bürgermeister, keine Regenten, nur den Konsul und den Kanzler, die nicht im Dorf, sondern im Dorf Gallarate wohnten. Der Kanzler wurde mit der Pflege der Bücher und Schriften betraut, die in einem dafür geeigneten Raum aufbewahrt wurden. Er erhielt ein Jahresgehalt von 10 Lira. Die kleine Gemeinde hatte auch nur einen Konsul, der turnusmäßig für einen Monat unter den Männern über 18 Jahren ernannt wurde, und einen Kanzler, der 7 Lire im Jahr erhielt. Ratsversammlungen wurden nur abgehalten, wenn die Steuerlast verteilt wurde. An der Versammlung der kleinen Gemeinde nahm auch der Faktor des Grundherrn teil. Die kleine Gemeinde verfügte über einen öffentlichen Raum für die Aufbewahrung von Büchern und Unterlagen.

## Bevölkerung
| Bevölkerungsentwicklung | Bevölkerungsentwicklung | Bevölkerungsentwicklung | Bevölkerungsentwicklung | Bevölkerungsentwicklung | Bevölkerungsentwicklung | Bevölkerungsentwicklung | Bevölkerungsentwicklung | Bevölkerungsentwicklung | Bevölkerungsentwicklung | Bevölkerungsentwicklung | Bevölkerungsentwicklung | Bevölkerungsentwicklung |
| ----------------------- | ----------------------- | ----------------------- | ----------------------- | ----------------------- | ----------------------- | ----------------------- | ----------------------- | ----------------------- | ----------------------- | ----------------------- | ----------------------- | ----------------------- |
| Jahr                    | 1861                    | 1881                    | 1901                    | 1921                    | 1951                    | 1971                    | 1981                    | 1991                    | 2001                    | 2011                    | 2021                    |                         |
| Einwohner               | 726                     | 871                     | 878                     | 1260                    | 2296                    | 4673                    | 4514                    | 4632                    | 4788                    | 5713                    | 5705                    |                         |

## Verkehr
Die Gemeinde liegt an der Autostrada A8 von Mailand nach Varese. Die etwa parallel verlaufende ehemalige Staatsstraße 341 wurde zur Provinzstraße herabgestuft. Die Bahnstation an der Bahnstrecke Gallarate–Varese nennt nicht nur Cavaria, sondern auch die Nachbargemeinden Jerago und Oggiona im Namen.

## Sehenswürdigkeiten
- Pfarrkirche, die den Heiligen Quiricus und Julitta, den Märtyrern, erbaut am 16. August 1813 in der Nähe der früheren und dann abgerissenen Pfarrkirche, die früher die Kapelle des gleichnamigen Benediktinerinnenklosters war. Die Gewölbe der Kirche sind mit Fresken bemalt, die Trauben und Voluten der Passionsblume in Grau auf blauem Grund zeigen.
- Piergiorgio-Frassati-Oratorium, das nur wenige Schritte von der Pfarrkirche von Cavaria entfernt liegt, wurde in den 1870er Jahren errichtet; zuvor befand sich an gleicher Stelle ein demselben Heiligen geweihtes Heiligtum.
- Pfarrkirche von Premezzo, die dem Märtyrer Antoninus von Piacenza geweiht ist: Sie ist mittelalterlichen Ursprungs und wurde in der ersten Hälfte des 20. Jahrhunderts erweitert. Von besonderem Interesse sind das Fresko aus dem 16. Jahrhundert, das die Anbetung der Hirten darstellt, der Holzaltar aus dem 18. Jahrhundert, der wahrscheinlich im Zuge der Vergrößerung der Kirche neu bemalt wurde, und die Kassettendecke.
- Oratorium Aloisius von Gonzaga im Ortsteil Premezzo basso
- Betkapelle im Ortsteil Cavaria
- Friedhofsbetkapelle mit Glasfenster von Marco Foderati
- Naturpark La valle del boia

## Persönlichkeiten
- Mia Martini (1947–1995), Sängerin, in Cavaria beerdigt
- Gabriele Caccia (* 1958), Kardinal, in Cavaria con Premezzo aufgewachsen, seit 16. Juli 2009 apostolischer Nuntius im Libanon
- Alice Betto (* 1987), Triathletin
- Federico Piovaccari (* 1984), Fußballspieler
- Gianluca Pierobon (* 2. März 1967 in Gallarate), Radrennfahrer, wohnt in Cavaria
- Paolo Meneguzzi (* 1976), Sänger
- Alice Betto (* 1987), Profi-Triathletin, Elite-Staatsmeisterin 2010 und U23-Staatsmeisterin 2009
- Alfredo Chinetti (* 1949), Radrennfahrer[2]